# Парневе
Парне́ве — село в Україні, у  Біловодській селищній громаді Старобільського району Луганської області. Населення становить 419 осіб.

## Населення
За даними перепису 2001 року населення села становило 419 осіб, з них 93,56% зазначили рідною мову українську, 5,49% — російську, а 0,95% — іншу.